# Bloomington Township (Iowa)
Pour les articles homonymes, voir Bloomington Township.
Bloomington Township est un township, du comté de Decatur en Iowa, aux États-Unis,.
Le township est nommé en référence à Bloomington (Illinois), d'où provenait l'un des premiers pionniers.

## Source de la traduction
- (en) Cet article est partiellement ou en totalité issu de l’article de Wikipédia en anglais intitulé « Bloomington Township, Decatur County, Iowa » (voir la liste des auteurs).